# Dicranomyia (Melanolimonia) nigrithorax
Dicranomyia (Melanolimonia) nigrithorax is een tweevleugelige uit de familie steltmuggen (Limoniidae). De soort komt voor in het Oriëntaals gebied.